# Романовка (Таласская область)
Рома́новка (нем. Romanowka; до 1893 года — Кёппенталь (нем. Köppental)) — бывшее немецкое село на территории современной Таласской области Кыргызстана, вошедшее в 1931 году в состав села Николайполь.

## История
Согласно энциклопедическому словарю «Немцы России: населенные пункты и места поселения», поселение Кёппенталь (нем. Köppental) было основано немецкими переселенцами из меннонитских колоний: утверждение Государственном советом России Устава о воинской повинности в 1874 году — повлекло за собой к определённым миграционным процессам среди меннонитов (являющихся пацифистами по вере). Так, меннониты Самарской и Таврической губернии, оказавшись под влиянием духовного учителя А. Петерса (нем. A. Peters), заявлявшего о невозможности несения воинской службы и просившего предоставить отдалённые земли, направили в Санкт-Петербург уполномоченных М. Класса и К. Эппа с соответствующим прошением о предоставлении земель для переселения. К осенью 1879 года депутации удалось добиться согласия туркестанского генерал-губернатора К. П. фон Кауфмана на их переселение в Туркестан, который наложил следующую резолюцию на их прошение: «...было бы очень выгодно переселение таких хороших хозяев, как эти колонисты».
После прибытия меннонитов в Ташкент, к началу 1880-х годов ими были основаны поселения Николайполь, Гнаденталь, Гнаденфельд, Кёппенталь на выделенном Ур-Маральском участке Аулиеатинского уезда Сыр-Дарьинской области, объединённые впоследствии в Николайпольское сельское общество. В 1893 году немецкие названия были заменены русскими: так, Кёппенталь был переименован в Рома́новку. Согласно «Обзору Сыр-Дарьинской области за 1895 год», за селением числилось 24 десятин «под усадьбами» и 483 десятин «всего в наделе»:50—51, по «Обзору... за 1911 год» в Романовке при 36 дворах 178 душ обоего пола, 572 крупного и 338 мелкого скота:102. 
Согласно переписи населения 1920 года Романовка входила в состав Николайпольской волости Аулиеатинского уезда. Численность населения села при 69 хозяйствах составляла 351 человек «налицо», «временно отсутствовали» — 18 чел.; «преобладающим языком» являлся голландский. В 1931 году сёла Андреевка, Владимировка и Романовка вошли в состав села Николайполь, переименованное в Ле́нинполь в следующем году. С 1936 года в составе Ленинпольского района. Указом Президиума Верховного Совета СССР «Об образовании Таласской области в составе Киргизской ССР» от 22 июня 1944 года Ленинпольский район вошёл в состав новообразованной Таласской области. Постановлением Верховного Совета Киргизской Республики от 6 марта 1992 года № 832-ХII «О переименовании Ленинпольского района Таласской области в Бакай-Атинский район», Ленинпольский район был переименован в Бака́й-Ати́нский райо́н.